# Montgomeryshire

Condado histórico de Montgomeryshire

Montgomeryshire, também conhecido por Maldwyn (em língua galesa: Sir Drefaldwyn), é um dos treze condados históricos do País de Gales, e ex-condado administrativo deste país. O seu nome tem origem num dos conselheiros de Guilherme I de Inglaterra, Roger de Montgomerie, que foi o primeiro Earl de Shrewsbury.
Montgomeryshire constitui a zona norte da principal de Powys (excepto alguns locais anexados a Powys em 1996, que se situam dentro da fronteira histórica de Denbighshire). A população deste condado é de 59.474 habitantes (censo de 2001). Em 1831, era de cerca de 66.482 habitantes
Montgomery é considerada a cidade sede desde condado, embora as funções administrativas sejam partilhadas com Machynlleth. As fronteiras de Montgomeryshire, correspondem, na quase totalidade, ao Reino de Wenwynwyn. É o local de nascimento do santo Richard Gwyn.

## História
O condado de Montgomeryshire foi criado pelas leis de 1535-1542. Os antigos Lords de Manor tinham o sobrenome de Shropshire. As suas subdivisões (cantref) incluíam:
- Cyfeiliog
- Arwystli
- Mawddwy
- Mochnant
- Deuddwy
- Ystrad Marchell
- Gorddwr
- Lordships de Cydewain e Mechain

Pela Lei do Governo Local, de 1972, o condado foi abolido, em 1 de Abril de 1974, 

## Geografia
O condado de Montgomeryshire faz fronteira a norte com Denbighshire, a este e sudeste com Shropshire, a sul com Radnorshire, a sudoeste com Cardiganshire e a oeste e noroeste com Merionethshire.
O condado é, na sua generalidade, montanhoso, embora haja alguns vales férteis na região este. O ponto mais alto situa-se a 830 m, e chama-se por Cadair Berwyn. Os principais rios são o Rio Severn, e o Rio Dyfi. O lago Vyrnwy é um reservatório que fornece Liverpool. 
A cidades principais são Llanfyllin, Machynlleth, Montgomery, Newtown and Welshpool. As pincipais indústrias são a agricultura e o turismo.
Locais de interesse:
- Edifícios das minas de chumbo de Bryn Tail
- Centro de Tecnologia Alternativa
- Castelo de Dolforwyn
- Castelo de Montgomery
- Castelo de Powis
- Túmulos de Trefeglwys
- Mathrafal
- Meifod